# Ptilosphen fulvus
Ptilosphen fulvus är en tvåvingeart som beskrevs av Walker 1849. Ptilosphen fulvus ingår i släktet Ptilosphen och familjen skridflugor. Inga underarter finns listade i Catalogue of Life.